# Jugend Rettet
Jugend Rettet ist eine in Berlin ansässige Nichtregierungsorganisation, deren Vereinszweck die Seenotrettung im Mittelmeer ist. Grundlage ihrer Arbeit ist das Rettungsschiff Iuventa, das von der italienischen Staatsanwaltschaft im August 2017 aufgrund des Verdachts auf Beihilfe zur illegalen Einwanderung präventiv beschlagnahmt wurde. 

## Gründung
Der Verein wurde 2015 von Jakob Schoen und Lena Waldhoff gegründet. Weitere Mitglieder des Gründungsteams sind Sahra Fischer, Alexander Hof, Matthias Schnippe, Pauline Schmidt, Titus Molkenbur und Johanna Bauernschmitt. Der Verein ist beim Amtsgericht Berlin (Charlottenburg) unter Nr. VR 34604 eingetragen.
Der Vereinszweck wird nach eigenen Angaben folgendermaßen angegeben:
- Förderung der Hilfe für Flüchtlinge und Förderung der Rettung aus Lebensgefahr
- Förderung der Internationalen Gesinnung und Förderung des Bürgerschaftlichen Engagements[19]

Die Mittel zum Kauf des Schiffes in Höhe von 150.000 Euro stammten aus einer Zuwendung der Kreuzberger Kinderstiftung.

## Arbeit und Situation auf dem Mittelmeer
Die Organisation hat drei Tätigkeitsfelder:
- Die aktive Seenotrettung mit dem Schiff Iuventa im Mittelmeer. Das 33 m lange Schiff war ursprünglich als Fischereifahrzeug für die rauen Bedingungen der Nordsee konzipiert. 2016 wurde das Schiff für Rettungseinsätze umgebaut. Der Name geht auf die römische Göttin Iuventas zurück, die Göttin der Jugend und des Mutes.
- Politisches Lobbying und Öffentlichkeitsarbeit.
- Das „Botschafter_innen-Netzwerk“, eine Diskussionsplattform für junge Menschen zur Asylpolitik.[20]

Die aktuelle Situation auf dem Mittelmeer hat sich u. a. durch das Schließen der Balkanroute sowie das Abkommen zwischen der EU und der Türkei und damit die Schließung der Route nach Griechenland dramatisch verändert. Seit 2016 nutzen Flüchtlinge vor allem aus den subsaharischen Ländern die Route von Libyen nach Italien, welche als die gefährlichste Fluchtroute der Welt gilt. Bereits Mitte 2016 forderte Frontex-Chef Fabrice Leggeri mehr legale Einreisemöglichkeiten nach Europa. Dennoch starben alleine im Jahr 2016 etwa 5000 Menschen auf dem Weg nach Europa.
Forscher der University of London widersprachen 2017 dem Frontex-Vorwurf, das Rettungsangebot der NGOs sei ein „Pull-Faktor“: Die NGO-Flotte antwortete auf verändertes Schmugglerverhalten, das durch die Anti-Schmuggeloperation (der EU) ausgelöst wurde (…). […] Während das Vorgehen der SAR-NGOs unabsichtlich dazu beigetragen haben könnte, die Veränderung im Schmugglerverhalten zu verfestigen, gebe es bisher keinen Beweis für eine kriminelle Zusammenarbeit mit den Schmugglern (…)

## Verhaltenskodex und Ermittlungen
Bei einer Anhörung vor dem italienischen Parlament am 10. Mai 2017 wies Jugend Rettet die Vorwürfe zurück.
Im August 2017 lehnte der Verein ebenso wie weitere Organisationen wie Ärzte ohne Grenzen oder Sea-Watch es ab, den Verhaltenskodex der italienischen Regierung zur Regulierung ihrer Tätigkeit auf See zu unterzeichnen. Die Organisationen begründen dies mit teilweise völkerrechtswidrigen Passagen. Zudem sollte der Kodex die Anwesenheit bewaffneter Beamter der italienischen Behörden an Bord der NGO-Schiffe beinhalten. Dies wurde abgelehnt, da damit die Neutralität der Nichtregierungsorganisationen nicht mehr gewährleistet wäre.
Die italienische Staatsanwaltschaft ermittelt gegen 10 ehemalige Crewmitglieder der Iuventa wegen des Verdachts der Beihilfe zu illegaler Einwanderung und Unterstützung von Menschenschlepperei. Deren Schiff Iuventa wurde Anfang August 2017 beschlagnahmt und die Staatsanwaltschaft legte Zeugenaussagen, Fotos, Videos und Gesprächsmitschnitte vor, die belegen sollen, wie die Besatzung in dokumentierten Fällen keine Menschen aus Seenot gerettet, sondern Flüchtlinge bei vollkommen ruhiger See direkt von den Schleppern übernommen habe. Unter anderem seien Migranten von intakten Booten übernommen worden, mit denen die Schlepper anschließend zurückfuhren, oder es seien leere Boote zu einem Schlepper zurückgebracht worden, von denen eines bei einer späteren Seenotrettung wiedererkannt wurde. In den Ermittlungsakten wird betont, dass es der Besatzung der Iuventa um kein finanziellen Gewinne gegangen sei, sondern die Ermittler gehen eher von einer Art Helferprotagonismus aus. Jugend Rettet wies die Vorwürfe zurück. Am 23. April 2018 befand der Corte Suprema di Cassazione als oberstes Gericht die präventive Beschlagnahme der Iuventa für rechtmäßig. Juli 2018 wurden einige Crewmitglieder verdächtigt, mit libyschen Schleusern zusammengearbeitet zu haben, wofür sie mit bis zu fünfzehn Jahren Haft verurteilt werden könnten.
Bis 2022 gab es keinen Prozess und kein Verfahren gegen Jugend Rettet. Um das Schiff Iuventa zu beschlagnahmen, wurden andere Paragrafen bemüht. Forensic Architecture hat eine dreidimensionale Simulation auf der Basis veröffentlichter staatsanwaltschaftlicher Dokumente und allgemein zugänglicher Informationen geschaffen, die die Vorwürfe entkräften soll. Diese wird 2018 auf der Manifesta 12 in Palermo als Juventa Case gezeigt, um jenseits der Fernsehbilder und Gerichtssäle eine Gegenöffentlichkeit herzustellen.
Ab Mai 2022 standen mehrere Verantwortliche von Jugend Rettet vor Gericht in Italien. Ihnen wurde zur Last gelegt, in den Jahren 2016 und 2017 „Beihilfe zur unerlaubten Einreise nach Italien“ geleistet zu haben. Im April stellte das Gericht das Strafverfahren auf Antrag der Staatsanwaltschaft ein. Die Iuventa-Crew forderte danach in einer Stellungnahme die staatliche Kriminalisierung der Seenotrettung zu beenden.
Siehe auch:
- Seenotrettung

## Auszeichnungen
- 2019 Paul-Grüninger-Preis an die Crew der Iuventa für die Rettung von etwa 14.000 Menschen im Mittelmeer[41]

## Film
- Dokumentarfilm Iuventa, Regie Michele Cinque, 2018, 86 Minuten[42]